# Napp
Napp is een klein vissersdorp op de Lofoten. Het ligt op het eiland Flakstadøya, vlak bij de tunnel die Flakstad verbindt met Vestvågøy. De E10 loopt langs het dorp.